# Rue des Croix-de-Guerre
La rue des Croix-de-Guerre (en néerlandais : Oorlogskruisstraat) est une voie publique de la commune belge de Liège. Elle se situe entre la rue de Fétinne et la rue des Vennes, dans le quartier des Vennes. Elle est parallèle à la rue des Houblonnières. Elle est à quelques centaines de mètres de la Meuse. 
La rue porte le nom de la décoration militaire de la Croix de Guerre.